# Peder Winstrup
Peder Winstrup (ur. 30 kwietnia 1605 w Kopenhadze, zm. 7 grudnia 1679) – szwedzki biskup luterański.

## Życiorys
Peder Winstrup urodził się 30 kwietnia 1605 roku. Był synem biskupa Zelandii (dun. Sjællands Stift) Pedera Jensena Winstrupa. Studiował przez pięć lat w Wittenberdze, a dwa lata w Jenie. W 1632 roku został mianowany profesorem fizyki na Uniwersytecie w Kopenhadze. W 1634 roku ożenił się z Marią Baden, a w 1635 roku został mianowany kapelanem króla Chrystiana IV, a w wieku 33 lat biskupem diecezji w Lund. Zmarł 7 grudnia 1679 roku. Jego zachowane ciało znajduje się w katedrze w Lund. We wrześniu 2014 roku przeprowadzono ekshumację zwłok. Badania wykazały, że chorował na kamicę żółciową, zwyrodnienia stawów, podagrę, a także gruźlicę, a w jego trumnie odkryto sześciomiesięczny płód. Badania przeprowadzone przez naukowców z Uniwersytetu w Lund potwierdziły, że płód należy do chłopca, który najprawdopodobniej był synem Pedera Pedersena Winstrupa i wnukiem biskupa.